# Maripa sastrei
Maripa sastrei är en insektsart som beskrevs av Marius Descamps 1977. Maripa sastrei ingår i släktet Maripa och familjen Eumastacidae. Inga underarter finns listade i Catalogue of Life.